# Europapokal der Pokalsieger 1996/97

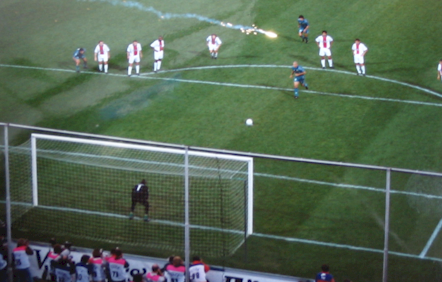
Szene vom Finalspiel: Ronaldo tritt für den FC Barcelona zum entscheidenden Elfmeter gegen Paris Saint-Germain an.

Der Europapokal der Pokalsieger 1996/97 war die 37. Ausspielung des Wettbewerbs der europäischen Fußball-Pokalsieger. 49 Klubmannschaften aus 48 Ländern nahmen teil, darunter Titelverteidiger Paris Saint-Germain, 33 nationale Pokalsieger und 15 unterlegene Pokalfinalisten (FK Flamurtari Vlora, Olympique Nîmes, Cercle Brügge, FC Liverpool, Lewski-1913 Sofia, FC Dinamo Bantumi, Hapoel Ironi Rischon LeZion, NK Varteks Varaždin, Brann Bergen, Myllykosken Pallo -47, Gloria Bistrița, Heart of Midlothian, FC Barcelona, Nywa Winnyzja und AEK Larnaka).
Aus Deutschland waren DFB-Pokalsieger 1. FC Kaiserslautern, aus Österreich ÖFB-Cupsieger SK Sturm Graz, aus der Schweiz Cupsieger FC Sion und aus Liechtenstein Cupsieger FC Vaduz am Start.
Das Finale in De Kuip von Rotterdam gewann der FC Barcelona mit 1:0 gegen den Titelverteidiger Paris Saint-Germain, der erneut das Finale erreicht hatte. Der FC Barcelona gewann damit nach 1979, 1982 und 1989 seinen insgesamt vierten Titel und baute seinen Nimbus als Rekordgewinner aus.
Torschützenkönig wurde der Engländer Robbie Fowler vom FC Liverpool mit sieben Toren.

## Modus
Die Teilnehmer spielten wie gehabt im reinen Pokalmodus mit Hin- und Rückspielen den Sieger aus. Gab es nach beiden Partien Torgleichstand, entschied die Anzahl der auswärts erzielten Tore (Auswärtstorregel). War auch deren Anzahl gleich fand im Rückspiel eine Verlängerung statt, in der auch die Auswärtstorregel galt. Herrschte nach Ende der Verlängerung immer noch Gleichstand, wurde ein Elfmeterschießen durchgeführt. Das Finale wurde in einem Spiel auf neutralem Platz entschieden. Bei unentschiedenem Spielstand nach Verlängerung wäre der Sieger ebenfalls in einem Elfmeterschießen ermittelt worden.

## Qualifikation
Die Hinspiele fanden am 8. August, die Rückspiele am 22. August 1996 statt.
|                           | Gesamt          |                             | Hinspiel | Rückspiel |
| ------------------------- | --------------- | --------------------------- | -------- | --------- |
| FC MPKZ Masyr             | 2:3             | KR Reykjavík                | 2:2      | 0:1       |
| Shelbourne FC             | 2:5             | Brann Bergen                | 1:3      | 1:2       |
| TNS Llansantffraid        | 1:6             | Ruch Chorzów                | 1:1      | 0:5       |
| Honvéd Budapest           | 2:0             | FK Sloga Jugomagnat Skopje  | 1:0      | 1:0       |
| NK Varteks Varaždin       | 5:1             | US Luxemburg                | 2:1      | 3:0       |
| Universitāte Rīga         | 2:2 (2:4 i. E.) | FC Vaduz                    | 1:1      | 1:1 n. V. |
| Glentoran FC              | 01:10           | Sparta Prag                 | 1:2      | 0:8       |
| FC Dinamo Batumi          | 9:0             | HB Tórshavn                 | 6:0      | 3:0       |
| JK Tallinna Sadam         | (a)2:2(a)       | Nywa Winnyzja               | 2:1      | 0:1       |
| FC Chemlon Humenné        | 3:0             | KS Flamurtari Vlora         | 1:0      | 2:0       |
| FC Sion                   | 4:2             | Kareda-Sakalas Šiauliai     | 4:2      | 0:0       |
| NK Olimpija Ljubljana     | 1:1 (4:2 i. E.) | Lewski-1913 Sofia           | 1:0      | 0:1 n. V. |
| Roter Stern Belgrad       | (a)1:1(a)       | Heart of Midlothian         | 0:0      | 1:1       |
| Qarabağ Ağdam             | 1:2             | Myllykosken Pallo -47       | 0:1      | 1:1 n. V. |
| FC Kotajk Abowjan         | 1:5             | AEK Larnaka                 | 1:0      | 0:5       |
| FC Constructorul Chișinău | (a)3:3(a)       | Hapoel Ironi Rischon LeZion | 1:0      | 2:3       |
| FC Valletta               | 2:4             | Gloria Bistrița             | 1:2      | 1:2       |

## 1. Runde
Die Hinspiele fanden am 12. September, die Rückspiele am 26. September 1996 statt.
|                           | Gesamt    |                       | Hinspiel | Rückspiel |
| ------------------------- | --------- | --------------------- | -------- | --------- |
| Olympique Nîmes           | 5:2       | Honvéd Budapest       | 3:1      | 2:1       |
| SK Sturm Graz             | (a)3:3(a) | Sparta Prag           | 2:2      | 1:1       |
| FC Constructorul Chișinău | 0:5       | Galatasaray Istanbul  | 0:1      | 0:4       |
| 1. FC Kaiserslautern      | 1:4       | Roter Stern Belgrad   | 1:0      | 0:4 n. V. |
| Myllykosken Pallo -47     | 1:4       | FC Liverpool          | 0:1      | 1:3       |
| FC Sion                   | 6:0       | Nywa Winnyzja         | 2:0      | 4:0       |
| Aarhus GF                 | (a)1:1(a) | NK Olimpija Ljubljana | 1:1      | 0:0       |
| Cercle Brügge             | 3:6       | Brann Bergen          | 3:2      | 0:4       |
| KR Reykjavík              | 1:2       | AIK Solna             | 0:1      | 1:1       |
| FC Barcelona              | 2:0       | AEK Larnaka           | 2:0      | 0:0       |
| Benfica Lissabon          | 5:1       | Ruch Chorzów          | 5:1      | 0:0       |
| AEK Athen                 | 3:1       | FC Chemlon Humenné    | 1:0      | 2:1       |
| Gloria Bistrița           | 1:2       | AC Florenz            | 1:1      | 0:1       |
| FC Dinamo Batumi          | 1:4       | PSV Eindhoven         | 1:1      | 0:3       |
| FC Vaduz                  | 0:7       | Paris Saint-Germain   | 0:4      | 0:3       |
| Lokomotive Moskau         | (a)2:2(a) | NK Varteks Varaždin   | 1:0      | 1:2       |

## 2. Runde
Die Hinspiele fanden am 17. Oktober, die Rückspiele am 31. Oktober 1996 statt.
|                       | Gesamt |                     | Hinspiel | Rückspiel |
| --------------------- | ------ | ------------------- | -------- | --------- |
| FC Sion               | 4:8    | FC Liverpool        | 1:2      | 3:6       |
| Olympique Nîmes       | 2:3    | AIK Solna           | 1:3      | 1:0       |
| AC Florenz            | 3:2    | Sparta Prag         | 2:1      | 1:1       |
| NK Olimpija Ljubljana | 0:6    | AEK Athen           | 0:2      | 0:4       |
| Brann Bergen          | 4:3    | PSV Eindhoven       | 2:1      | 2:2       |
| FC Barcelona          | 4:2    | Roter Stern Belgrad | 3:1      | 1:1       |
| Benfica Lissabon      | 4:2    | Lokomotive Moskau   | 1:0      | 3:2       |
| Galatasaray Istanbul  | 4:6    | Paris Saint-Germain | 4:2      | 0:4       |

## Viertelfinale
Die Hinspiele fanden am 6. März, die Rückspiele am 20. März 1997 statt.
|                     | Gesamt |              | Hinspiel | Rückspiel |
| ------------------- | ------ | ------------ | -------- | --------- |
| Benfica Lissabon    | 1:2    | AC Florenz   | 0:2      | 1:0       |
| Paris Saint-Germain | 3:0    | AEK Athen    | 0:0      | 3:0       |
| Brann Bergen        | 1:4    | FC Liverpool | 1:1      | 0:3       |
| FC Barcelona        | 4:2    | AIK Solna    | 3:1      | 1:1       |

## Halbfinale
Die Hinspiele fanden am 10. April, die Rückspiele am 24. April 1997 statt.
|                     | Gesamt |              | Hinspiel | Rückspiel |
| ------------------- | ------ | ------------ | -------- | --------- |
| FC Barcelona        | 3:1    | AC Florenz   | 1:1      | 2:0       |
| Paris Saint-Germain | 3:2    | FC Liverpool | 3:0      | 0:2       |

## Finale
| FC Barcelona                               | FC Barcelona | Paris Saint-Germain | Paris Saint-Germain | Aufstellung                                        |
| ------------------------------------------ | --- | --- | ------------------- | -------------------------------------------------- |
| FC Barcelona                               | \| 14. Mai 1997 in Rotterdam (De Kuip) \| \| Ergebnis: 1:0 (1:0) \| \| Zuschauer: 52.000 \| \| Schiedsrichter: Markus Merk ( Deutschland) \| | \| 14. Mai 1997 in Rotterdam (De Kuip) \| \| Ergebnis: 1:0 (1:0) \| \| Zuschauer: 52.000 \| \| Schiedsrichter: Markus Merk ( Deutschland) \| | Paris Saint-Germain | Aufstellung FC Barcelona gegen Paris Saint-Germain |
| FC Barcelona                               | Vítor Baía – Albert Ferrer, Abelardo Fernández, Fernando Couto, Gheorghe Popescu , (46. Guillermo Amor), Sergi Barjuan, Pep Guardiola, Iván de la Peña (85. Christo Stoitschkow), Luis Enrique (89. Juan Antonio Pizzi), Luís Figo, Ronaldo Cheftrainer: Bobby Robson ( England) | Bernard Lama – Laurent Fournier (58. Jimmy Algerino), Bruno N’Gotty, Paul Le Guen, Leonardo, Didier Domi, Jérôme Leroy, Vincent Guérin (69. Julio César Dely Valdés), Raí , Benoît Cauet, Patrice Loko (78. Cyrille Pouget) Cheftrainer: Ricardo Gomes ( Brasilien) | Paris Saint-Germain | Aufstellung FC Barcelona gegen Paris Saint-Germain |
| FC Barcelona                               | 1:0 Ronaldo (37., Elfmeter) | | Paris Saint-Germain | Aufstellung FC Barcelona gegen Paris Saint-Germain |
| FC Barcelona                               | Fernando Couto, Iván de la Peña | Laurent Fournier, Paul Le Guen, Benoît Cauet | Paris Saint-Germain | Aufstellung FC Barcelona gegen Paris Saint-Germain |
| 14. Mai 1997 in Rotterdam (De Kuip)        | | |                     |                                                    |
| Ergebnis: 1:0 (1:0)                        | | |                     |                                                    |
| Zuschauer: 52.000                          | | |                     |                                                    |
| Schiedsrichter: Markus Merk ( Deutschland) | | |                     |                                                    |

## Eingesetzte Spieler FC Barcelona
| 1.           | FC Barcelona |
| ------------ | --- |
| FC Barcelona | - Tor: Vítor Baía (8/-); Carles Busquets (1/-) - Abwehr: Sergi Barjuan (7/-); Abelardo (6/-); Miguel Ángel Nadal (5/1); Laurent Blanc (5/-); Albert Ferrer (5/-); Fernando Couto (4/1) - Mittelfeld: Luís Figo (8/1); Gheorghe Popescu (8/1); Pep Guardiola (7/1); Luis Enrique (7/-); Guillermo Amor (6/-); Iván de la Peña (6/-); Roger (4/-); Albert Celades (1/-) - Sturm: Giovanni (8/3); Ronaldo (7/5); Juan Antonio Pizzi (7/1); Christo Stoitschkow (7/-); Cuéllar (2/-) - Trainer: Bobby Robson |

- Robert Prosinečki (3/-) und José Mari Bakero (1/-) haben den Verein während der Saison verlassen.

## Beste Torschützen
| Rang | Spieler           | Klub                 | Tore |
| ---- | ----------------- | -------------------- | ---- |
| 1    | Robbie Fowler     | FC Liverpool         | 7    |
| 2    | Mons Ivar Mjelde  | Brann Bergen         | 6    |
| 3    | Ronaldo           | FC Barcelona         | 5    |
|      | Horst Siegl       | Sparta Prag          | 5    |
| 5    | Gabriel Batistuta | AC Florenz           | 4    |
|      | Hakan Şükür       | Galatasaray Istanbul | 4    |
|      | Patrice Loko      | Paris Saint-Germain  | 4    |
|      | Christophe Bonvin | FC Sion              | 4    |
|      | Pascal Simpson    | AIK Solna            | 4    |